# Rebellion der Croquants
Bei der Rebellion der Croquants handelt es sich um Aufstände von Bauern in West- und Südwestfrankreich im Gefolge der Hugenottenkriege. Die Croquants rebellierten gegen Ende des 16. und in der ersten Hälfte des 17. Jahrhunderts wegen Übergriffen der Feudalherren, der Steuereinnehmer und der Armee. Das französische Wort croquant (gesprochen: kʀɔkɑ͂) steht für „Bauer“ im abwertenden Sinne.

## Die Aufstände
Nachdem die Bauern durch die Bürgerkriegswirren ins Elend gestürzt worden waren, erhoben sie sich zunächst 1593/94, der Aufstand wurde jedoch grausam unterdrückt.
Im Jahr 1624 erlitten die Croquants in Quercy, wo sie ein Heer von 16.000 Mann aufgestellt hatten, neuerlich eine Niederlage.
Ein weiterer Aufstand brach im Mai 1636 aus. Er erfasste beinahe das gesamte Gebiet zwischen den Flüssen Garonne und Loire, was in etwa einem Viertel der damaligen Fläche Frankreichs entspricht, weshalb er als größter Bauernaufstand in der französischen Geschichte eingeschätzt wird. Es handelte sich jedoch um keine einheitliche, organisierte Revolte, sondern es gab eine Reihe von Aktivitäten zahlreicher umherziehender Gruppen von Aufständischen. Der erste große Ausbruch ereignete sich in der Gegend von Angoulême, wo ein Massaker an königlichen Steuerbeamten verübt wurde. Weil die Armee hauptsächlich mit der Verteidigung der Grenzen befasst war, sahen sich der Gouverneur und der Intendant von Angoulême im August 1636 veranlasst, mit den Rebellen zu verhandeln. Es wurden Steuerzugeständnisse gemacht, wodurch der Konflikt für die Wintermonate beigelegt war. Jedoch brach der Aufstand im Frühjahr 1637 neuerlich aus, nachdem der Intendant zum Steuereintreiben Truppen verwendet hatte. Im Zuge des hierauf losgebrochenen Volkszorns kam es neuerlich zur Ermordung von Steuereintreibern. Zum Zentrum des Aufstandes wurde nun das Périgord. Rund 60.000 Bauern hatten zu den Waffen gegriffen. Anführer des größten Teils der Croquants war ein Adeliger: Antoine du Puy de la Mothe, Seigneur von la Forêt. Im Sommer 1637 begann die militärische Bekämpfung der Croquants. In der Gegend von Eymet blieben mehr als Tausend Bauern tot auf dem Schlachtfeld zurück. Der Aufstand endete im November 1637.